# Gornja Koviljača
Gornja Koviljača (en serbe cyrillique : Горња Ковиљача) est un village de Serbie situé sur le territoire de la Ville de Loznica, district de Mačva. Au recensement de 2011, il comptait 436 habitants.
Gornja Koviljača est située dans la plaine alluviale de la Drina.

## Démographie

### Évolution historique de la population
| 1948 | 1953 | 1961 | 1971 | 1981 | 1991 | 2002 | 2011 |
| ---- | ---- | ---- | ---- | ---- | ---- | ---- | ---- |
| 237  | 310  | 421  | 545  | 574  | 586  | 585  | 436  |

|  |